# Innerer Knorrkogel
Der Innere Knorrkogel (2882 m ü. A.), auch Innerer Knorrkogl, ist ein Berggipfel im Gschlößkamm der Venedigergruppe im Norden Osttirols (Gemeinde Matrei in Osttirol).

## Lage und Aufstiegsmöglichkeiten
Der Innere Knorrkogel ist ein Gipfel im Zentrum des Gschlößkamms zwischen dem Äußeren Knorrkogel (2920 m ü. A.) im Osten und dem Löbbenkopf (2917 m ü. A.) im Westen. Vom Äußeren Knorrkogel ist der Innere Knorrkogel durch die Knorrscharte (2771 m ü. A.), vom Löbbenkopf durch das Löbbentörl (2770 m ü. A.) getrennt. Zwischen Innerem und Äußerem Knorrkogel erstreckt sich im Norden das Karleskees, das vom Karlesbach entwässert wird.
Der Normalanstieg auf den Inneren Knorrkogel erfolgt über das Löbbentörl, das von Norden ausgehend von Innergschlöß über den Venediger Höhenweg bzw. von Süden von der Badener Hütte sowie von Osten über den Wildenkogelweg erreicht werden kann. Vom Löbbentörl selbst erreicht man den Berggipfel nach kurzem Aufstieg über den Südgrat (UIAA I), zudem ist bei einem Aufstieg vom Innergschlöß auch der Anstieg über den Nordwestgrat (UIAA I) in nahezu selber Zeit möglich. Die erste beschriebene Besteigung des Nordwestgrats erfolgte am 20. August 1927 durch M. Mayer.